# Saint-Clément (Aisne)
Saint-Clément település Franciaországban, Aisne megyében. Lakosainak száma 47 fő (2022. január 1.). Saint-Clément Coingt, Cuiry-lès-Iviers, Dagny-Lambercy és Morgny-en-Thiérache községekkel határos.

## Népesség
A település népessége az elmúlt években az alábbi módon változott:
| Lakosok száma | 80   | 71   | 69   | 54   | 54   | 54   | 50   | 48   | 49   | 47   |
|               | 1968 | 1982 | 1990 | 2006 | 2013 | 2015 | 2017 | 2019 | 2020 | 2022 |